# I-dax
是一家日本男同性戀色情片公司，其主要业务是制作和出售男同性戀色情片DVD。

## 公司简介
1990年前後推出了（公司名当时未知），系列的前身，视频杂志“通信”，以及系列的前身开始发行。
的第一部分和第二部分在《薔薇族》1988年11月号上刊登了广告。由于此前未见过类似广告，相信是该系列的首次曝光。
公司一度改名为“世界视频出版社”（はワールド映像出版社），但在1995年又改回了这个名字。他们的主打视频作品是以美少年为主题的、以肌肉男为主题的和特辑系列，其中系列发售了六十余部作品，成为人气系列。i-dax的公司官网需要会员密码才可访问。
1990年代，推出了性虐主题的系列。 在过去，这个主题每年会推出四部男同性戀色情片作品，但是在2009年4月和2011年5月都没有新作推出。2011年8月和12月发行了该系列的精选集。

## 男同性戀色情片系列
- 特辑系列

### 已终止系列
- 通信——系列的前身。
- ——系列的前身。